# Bajacalifornia microstoma
Bajacalifornia microstoma är en fiskart som beskrevs av Sazonov, 1988. Bajacalifornia microstoma ingår i släktet Bajacalifornia och familjen Alepocephalidae. Inga underarter finns listade.